# Esquemas em pirâmide na Albânia
Os esquemas de pirâmide na Albânia foram esquemas de Ponzi que precipitaram a revolta de 1997 na Albânia. As operações do tipo começaram em 1991, sendo a primeira formada por Hajdin Sejdia. Depois de iniciar os trabalhos de construção de um suposto hotel no centro de Tirana, ele escapou para a Suíça com vários milhões de dólares.O local ficou conhecido como o "Buraco de Hajdin Sejdia". Mais tarde, foi convertido em um pequeno parque, mas logo a prostituição retomou o espaço. Após esses eventos, alguns credores foram liquidados, enquanto outros não. Alega-se que a maioria dos valores ainda esteja em bancos estrangeiros.
O ex-assessor econômico do primeiro-ministro Fatos Nano foi preso por sua oposição a esses esquemas.

## Esquemas em pirâmide de 1997
A revolta do ano de 1997 foi uma conseqüência trágica da falência de cerca de 25 empresas. O valor nominal do passivo dos esquemas totalizou US$ 1,2 bilhão.

### Sudja
Esta empresa foi criada em 1993 por Maksude Kadëna, também conhecida como Sudja, que trabalhava em uma fábrica de calçados. Estranhamente, quando Sudja foi presa, ela morava em um complexo de apartamentos em ruínas. O colapso desencadeou vários protestos em Tirana, que também era sua área de operação.

### Vefa
A Vefa Holding era a principal firma de pirâmide. Foi criado em 1994 por Vehbi Alimuça e estabelecido em todo o país. A Vefa investiu em vários campos da economia, como hotéis, combustíveis, lojas e fábricas. O mais conhecido é o assassinato de uma bomba poucas semanas antes das eleições de 26 de maio de 1996 no supermercado Vefa, no centro de Tirana. A Vefa costuma ser vista como a PD mais rentista da empresa. Faliu em 1998, enquanto seu presidente estava na prisão.

### Gjallica
A firma Gjallica foi criada por três ex-efetivos da Segurança do Estado originários de Kukes. O presidente da empresa foi Shemsie Kadria. Gjallica tinha seu centro em Vlora. A empresa faliu em 5 de fevereiro de 1997, gerando violentos protestos em Vlora, que mais tarde se transformaram em rebelião contra o governo.

### Democracia Popular-Xhaferri
Esta empresa foi fundada em 1995 e começou a estender suas atividades nas aldeias de Lushnja, Fier e Berat. Oficialmente, era uma "fundação", mas na verdade tornou-se uma das firmas piramidais mais severas do país. Seu líder, Rrapush Xhaferri, foi preso em 22 de janeiro de 1997, o que desencadeou manifestações violentas em Lushnje de 24 a 25 de janeiro.

### Populli
A empresa Populli empresa foi criada em 16 de julho de 1996 e atuava na mesma área que a Xhaferri. Seu presidente era Bashkim Driza, o ex-agente da Segurança do Estado. Ele trabalhou profundamente com os partidos da oposição albanesa, financiando suas campanhas e boletins informativos. Durante os tumultos de 1997, ele fugiu em um helicóptero americano.

## Lista completa de esquemas de pirâmide albaneses
- Populli
- Demokracia Popullore-Xhaferri
- Kamberi
- Cenaj
- Silva
- Malvasia
- Kambo
- Grunjasi
- Dypero
- Bashkimi
- Beno
- Pogoni
- B & G
- Kobuzi
- Arkond
- Adelin
- A.Delon
- Agi
- M.Leka Company
- Global Limited Co.
- Çashku

## As nove principais empresas da pirâmide em relação aos credores
| Companhia | Nº de credores |
| --------- | -------------- |
| Gjallica  | 8.632          |
| VEFA      | 59.005         |
| Cenaj     | 19.078         |
| Kamberi   | 13.241         |
| Sude      | 12.991         |
| Beno      | 10.793         |
| Silva     | 4.490          |
| M.Leka    | 2.464          |
| Global    | 1.793          |
| Total     | 132.487        |

## Outras fontes
- " Rënia e Demokracisë ", Afrim Krasniqi, 1998, Eurorilindja
- " Unë e pashë kush e dogji Vlorën ", Gëzim Zilja, 2000, Pelioni